# Nawłoć

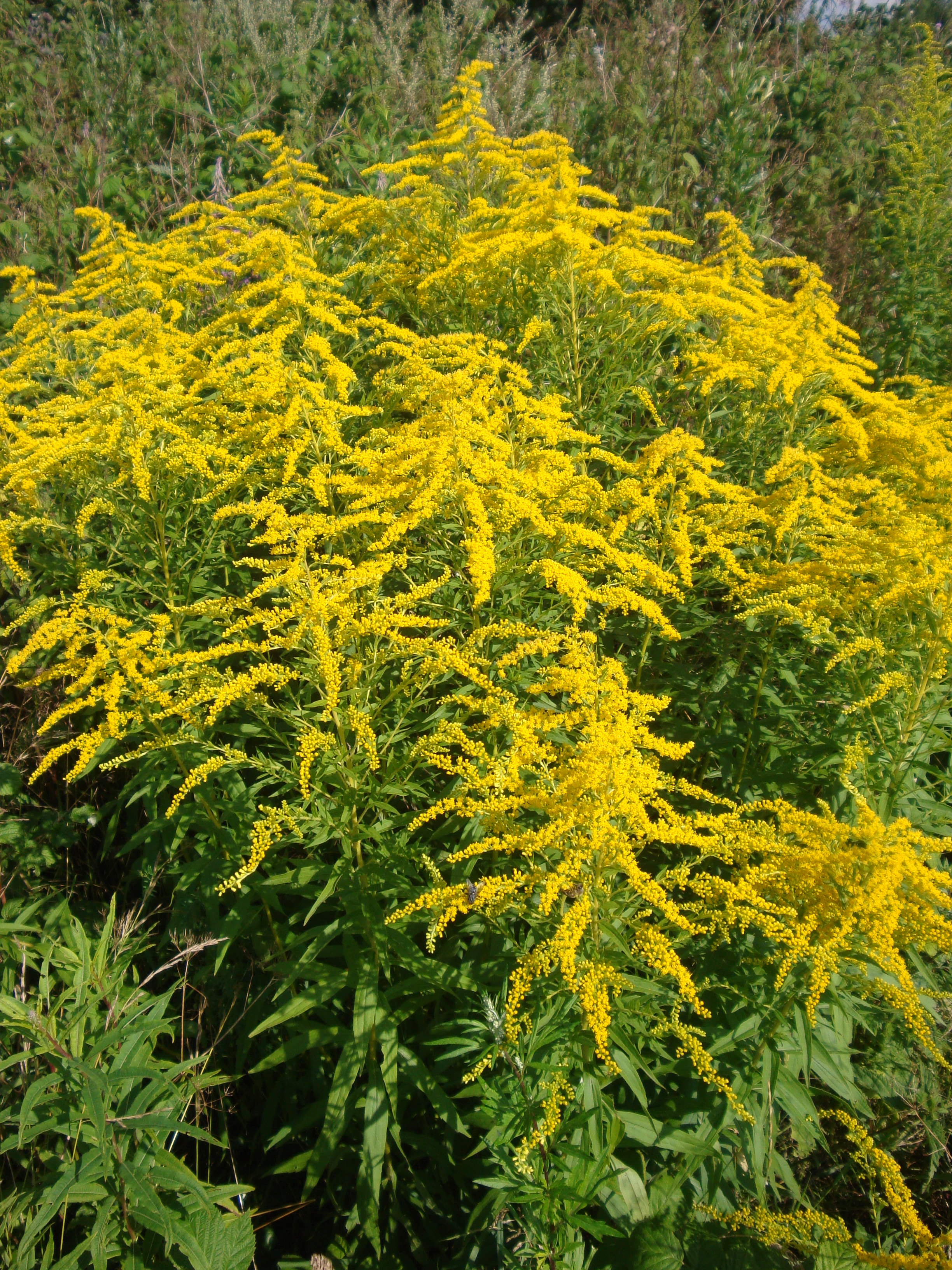
Nawłoć kanadyjska

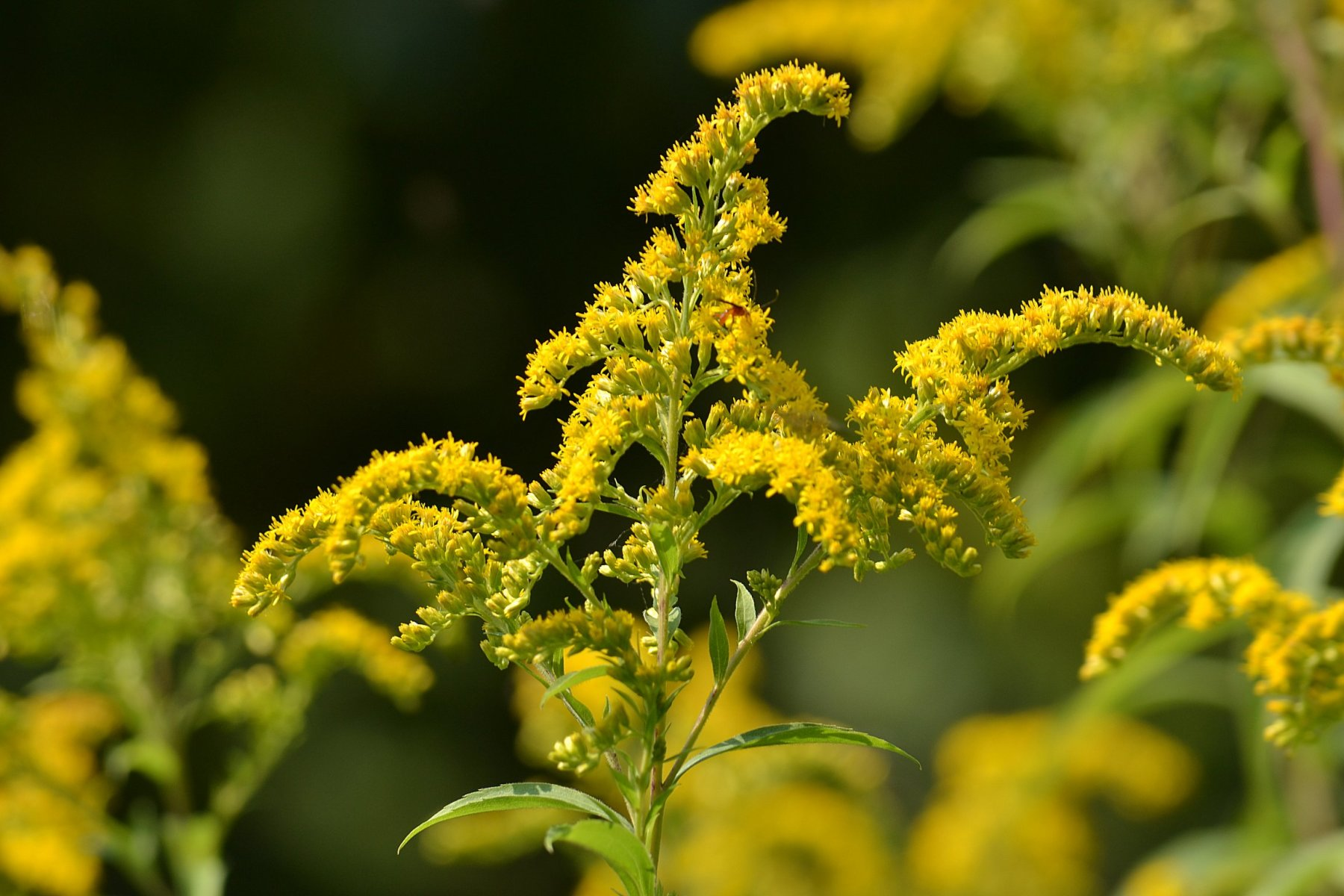
Nawłoć późna

Nawłoć (Solidago L.) – rodzaj roślin z rodziny astrowatych. Należy do niego ponad 130 gatunków. Większość z nich występuje w Ameryce Północnej, pojedyncze gatunki rosną naturalnie w Europie, Azji i Ameryce Południowej. W Polsce rodzimym gatunkiem jest tylko nawłoć pospolita S. virgaurea, w niektórych ujęciach systematycznych wyodrębniana jest z niej także nawłoć alpejska S. alpestris. W Eurazji inwazyjnie rozprzestrzeniają się introdukowane z Ameryki północnej gatunki – zwłaszcza nawłoć kanadyjska S. canadensis i nawłoć późna S. gigantea.
Liczne gatunki uprawiane są jako rośliny ozdobne. Mieszańce ogrodowe określane bywają zbiorczo nazwą nawłoć ogrodowa S. hybrida. Niektóre gatunki wykorzystywane są też lokalnie jako rośliny lecznicze.

## Rozmieszczenie geograficzne

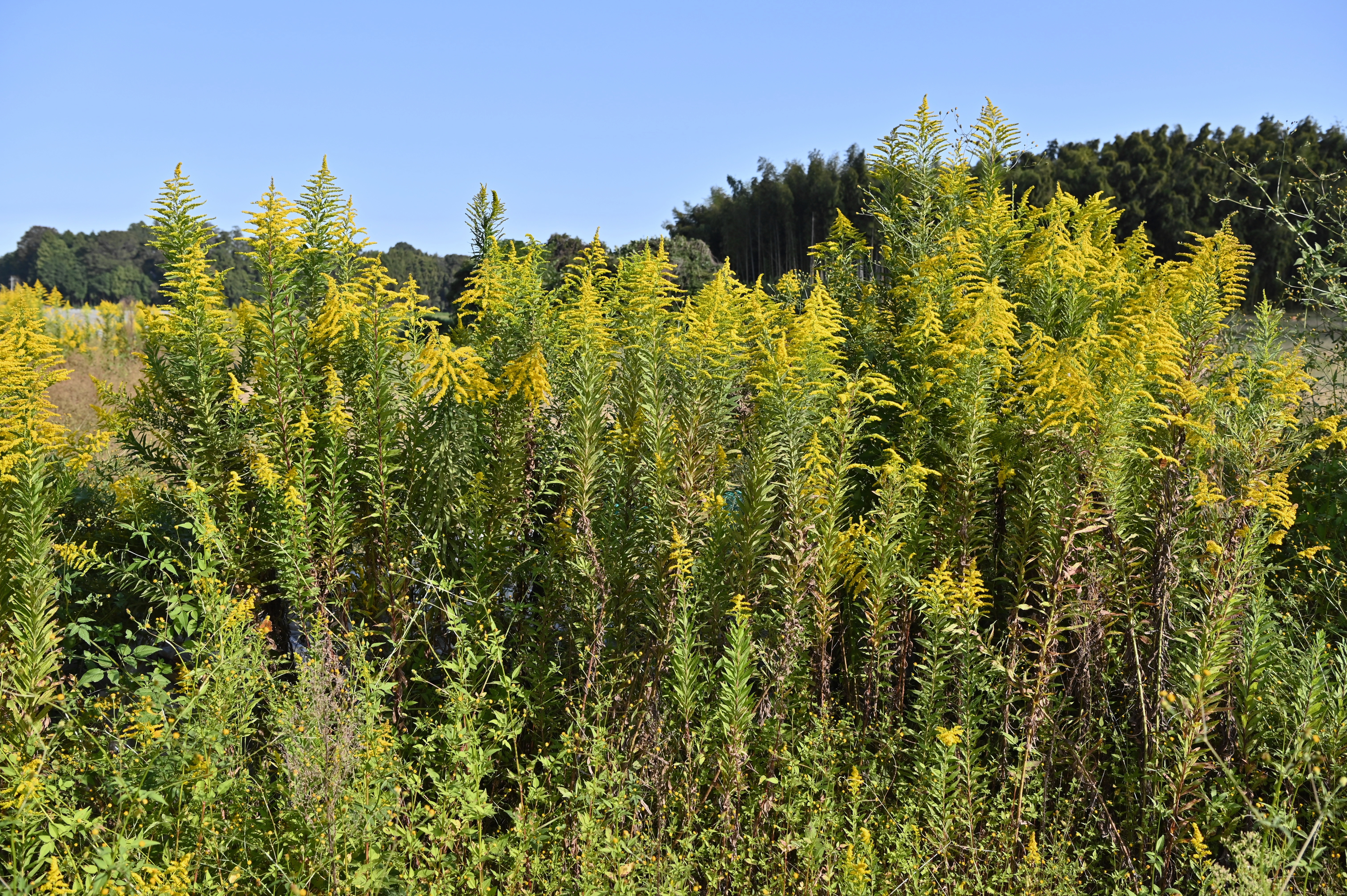
Nawłoć najwyższa

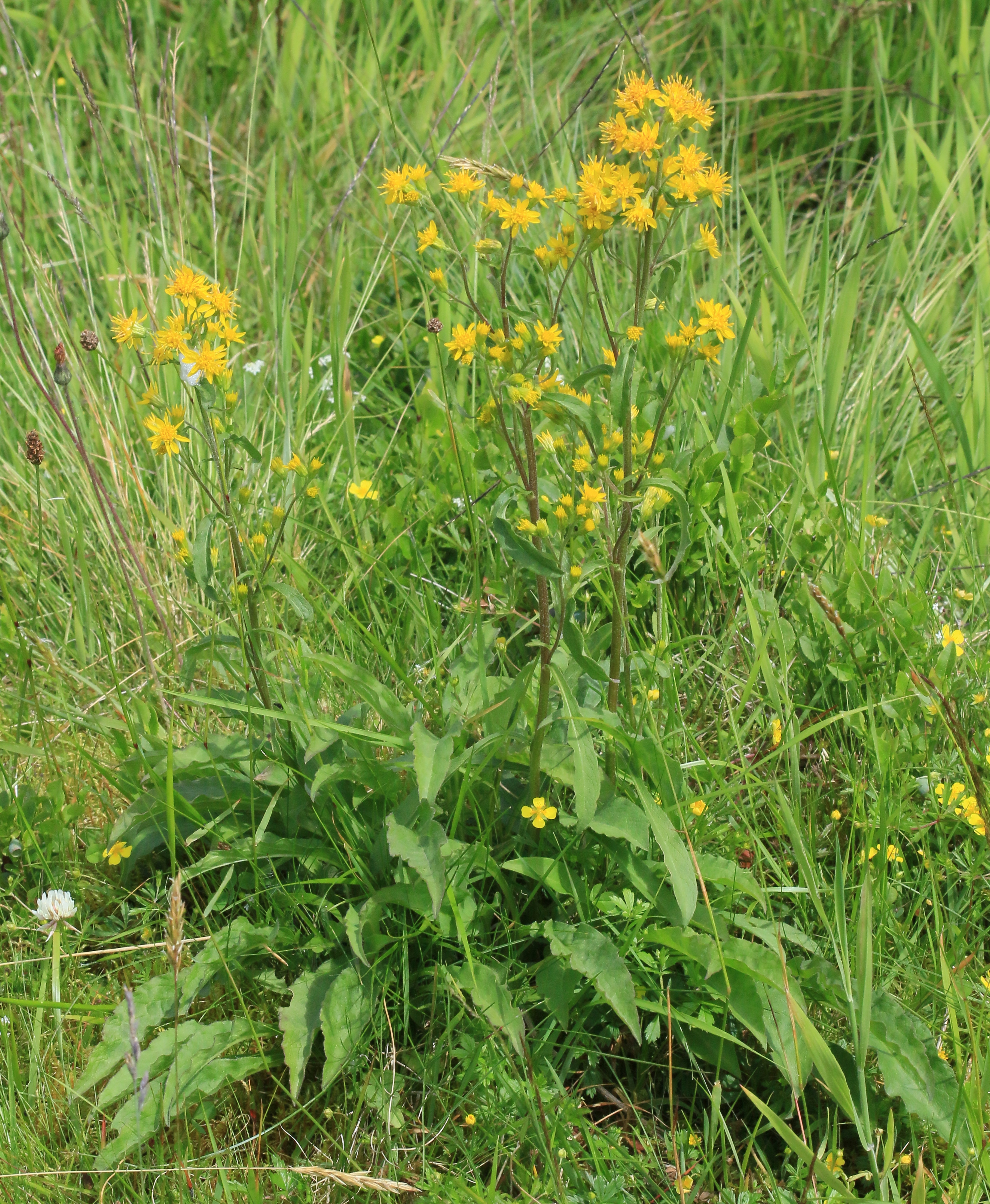
Nawłoć pospolita

Większość gatunków z rodzaju występuje w Ameryce Północnej na północ od Meksyku. W Meksyku rośnie 8 gatunków, w Ameryce Południowej – 4 (w niektórych ujęciach uznawane są one za pojedynczy, polimorficzny gatunek). Pojedyncze gatunki rosną naturalnie w Eurazji. W Europie w zależności od ujęcia wymieniany jest jeden gatunek – nawłoć pospolita Solidago virgaurea, ewentualnie wyodrębnianych jest kilka gatunków (S. alpestris, S. litoralis, S. macrorhiza). Introdukowane do Eurazji niektóre gatunki północnoamerykańskie stały się tu uciążliwymi roślinami inwazyjnymi, dotyczy to zwłaszcza: nawłoci kanadyjskiej S. canadensis i nawłoci późnej S. gigantea. Wymieniana w tym samym kontekście nawłoć najwyższa S. altissima, okazała się być błędnie identyfikowana i w istocie rośnie w Europie sporadycznie.
Gatunki flory Polski
Pierwsza nazwa naukowa według listy krajowej, druga – obowiązująca według bazy taksonomicznej Plants of the World online (jeśli jest inna)
- nawłoć alpejska Solidago alpestris Waldst. & Kit. ≡ Solidago virgaurea subsp. minuta[15]
- nawłoć kanadyjska Solidago canadensis L. – antropofit zadomowiony
- nawłoć pospolita Solidago virgaurea L.
- nawłoć późna, n. olbrzymia Solidago gigantea Aiton – antropofit zadomowiony
- nawłoć wąskolistna Solidago graminifolia (L.) Elliott ≡ Euthamia graminifolia (L.) Nutt. – antropofit zadomowiony

Ponadto w Polsce występuje gatunek mieszańcowy nawłoć Niederedera Solidago ×niederederi Khek, którego gatunkami rodzicielskimi są nawłoć pospolita i kanadyjska oraz przejściowo dziczejąca nawłoć Snarskisa Solidago ×snarskisii Gudž. & Žaln.

## Morfologia
PokrójByliny z kłączem lub drewniejącą szyją korzeniową, z łodygą podnoszącą się lub prosto wzniesioną, nierozgałęzioną lub rozgałęziającą się zwykle w górnej części, nagą lub owłosioną, nierzadko szczeciniasto.
LiścieSkrętoległe, odziomkowe i łodygowe (te pierwsze nierzadko zamierają przed kwitnieniem), ogonkowe (zwykle tylko dolne) lub siedzące. Blaszka równowąska do jajowato-lancetowatej, całobrzega lub ząbkowana, czasem gruczołowato punktowana, naga lub owłosiona, czasem szczeciniasto lub gruczołowato.
KwiatyZebrane w koszyczki, a te z kolei zwykle w maczugowate lub piramidalne wiechowate, groniaste lub baldachogroniaste kwiatostany złożone, czasem z koszyczkami jednostronnie skupionymi wzdłuż osi kwiatostanów złożonych, często osie te łukowato przewisają. Liczba koszyczków w kwiatostanach złożonych u różnych gatunków wynosi od pojedynczych do ponad 1,5 tysiąca. Okrywy koszyczków są dzwonkowate do walcowatych, przy czym podczas owocowania często rozpościerają się. Osiągają od 2 do 10 mm średnicy i od 3 do 12 mm długości. Listki okryw wyrastają w 3–5 rzędach, mają kształt równowąsko-lancetowaty do jajowatego, są równej lub nierównej długości, na brzegach obłonione, nagie lub owłosione. Dno koszyczków jest lekko wypukłe, dołeczkowane, bez plewinek. Zewnętrzne w koszyczku kwiaty języczkowe są słupkowe (żeńskie) i płodne, jest ich od 2 do 15 (rzadko mniej lub więcej) i mają barwę żółtą, rzadko białawą. Ich języczek (zrośnięte płatki) zwykle podwija się. Wewnątrz koszyczka znajduje się od kilku do kilkudziesięciu kwiatów rurkowatych o żółtych koronach, z 5 łatkami trójkątnymi lub lancetowatymi, wzniesionymi lub rozpostartymi, często głęboko rozciętymi.
OwoceNiełupki walcowate lub wąskostożkowate, czasem mniej lub bardziej ścieśnione, zwykle z 8–10 żebrami, nagie lub drobno, szczecinkowato owłosione. Puch kielichowy trwały, z dwoma rzędami 25–45 pierzastych włosków i (od zewnątrz) ze szczecinkowatymi łuskami.

## Systematyka
Pozycja systematyczna

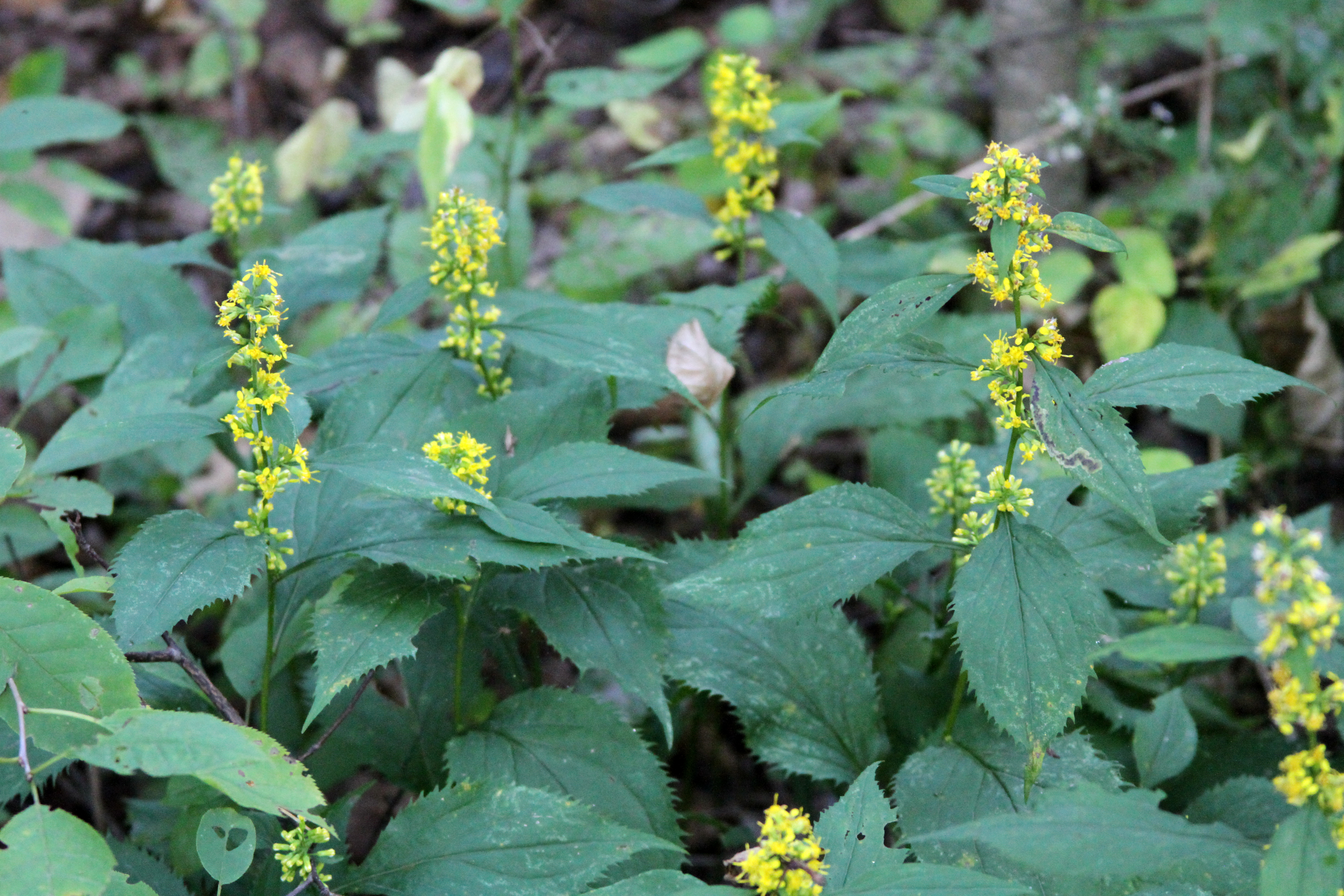
Solidago flexicaulis

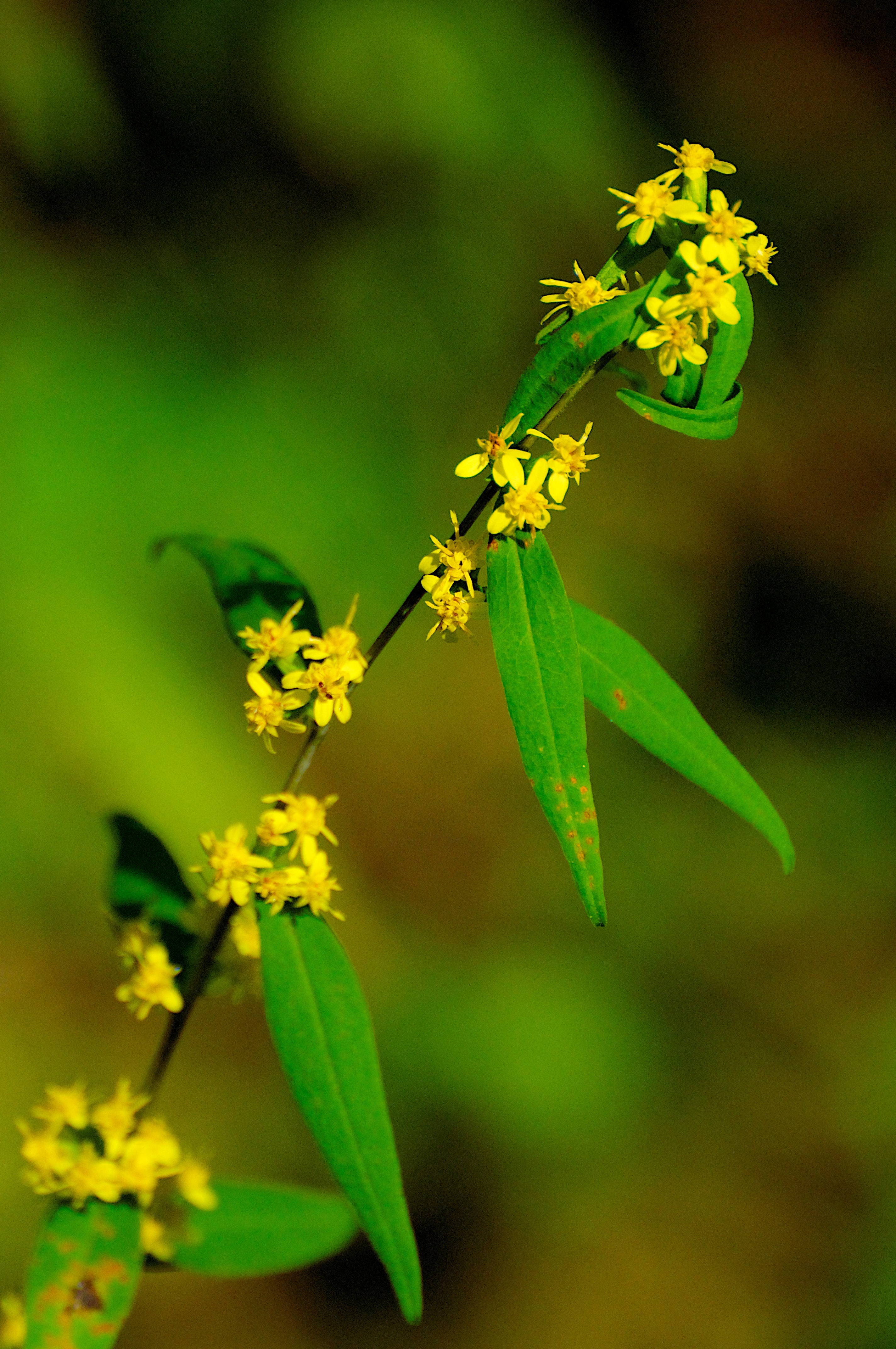
Solidago caesia

Rodzaj z plemienia Astereae z podrodziny Asteroideae w obrębie rodziny astrowatych Asteraceae. Gatunki z podrodzaju Euthamia Nutt. wyodrębniane są w osobny rodzaj Euthamia (Nutt.) Cass.
Wykaz gatunków
- Solidago albopilosa E.L.Braun
- Solidago altiplanities C.E.S.Taylor & R.John Taylor
- Solidago altissima L. – nawłoć najwyższa
- Solidago arenicola B.R.Keener & Kral
- Solidago argentinensis Lopez Laphitz & Semple
- Solidago arguta Aiton – nawłoć wyrazista
- Solidago × asperula Desf
- Solidago auriculata Shuttlew. ex S.F.Blake
- Solidago austrina Small
- Solidago austrocaroliniana Semple & J.B.Nelson
- Solidago × bartramiana Fernald
- Solidago × beaudryi B.Boivin
- Solidago × bernardii B.Boivin
- Solidago bicolor L. – nawłoć dwubarwna
- Solidago brachyphylla Chapm. ex Torr. & A.Gray
- Solidago brendae Semple
- Solidago buckleyi Torr. & A.Gray
- Solidago caesia L. – nawłoć sina
- Solidago × calcicola Fernald
- Solidago canadensis L. – nawłoć kanadyjska
- Solidago capulinensis Cockerell & D.M.Andrews
- Solidago chapmanii A.Gray
- Solidago chilensis Meyen
- Solidago chlorolepis Fernald
- Solidago chrysopsis Small
- Solidago compacta Turcz. – nawłoć zwarta
- Solidago confinis A.Gray
- Solidago correllii Semple
- Solidago cuprea Juz.
- Solidago curtisii Torr. & A.Gray
- Solidago dahurica (Kitag.) Kitag. ex Juz.
- Solidago decurrens Lour.
- Solidago delicatula Small
- Solidago drummondii Torr. & A.Gray
- Solidago durangensis G.L.Nesom
- Solidago elongata Nutt.
- Solidago erecta Banks ex Pursh
- Solidago ericamerioides G.L.Nesom
- Solidago × erskinei B.Boivin
- Solidago fallax (Fernald) Semple
- Solidago faucibus Wieboldt
- Solidago fistulosa Mill.
- Solidago flexicaulis L. – nawłoć szerokolistna
- Solidago gattingeri Chapm. ex A.Gray
- Solidago georgiana Semple
- Solidago gigantea Aiton – nawłoć późna, n. olbrzymia
- Solidago gillmanii (A.Gray) E.S.Steele
- Solidago glomerata Michx. – nawłoć skupiona
- Solidago gracillima Torr. & A.Gray
- Solidago guiradonis A.Gray
- Solidago gypsophila G.L.Nesom
- Solidago hintoniorum G.L.Nesom
- Solidago hispida Muhl. ex Willd. – nawłoć szczeciniasta
- Solidago horieana Kadota
- Solidago houghtonii Torr. & A.Gray
- Solidago jejunifolia E.S.Steele
- Solidago juliae G.L.Nesom
- Solidago juncea Aiton
- Solidago kralii Semple
- Solidago × krotkovii B.Boivin
- Solidago kuhistanica Popov
- Solidago lancifolia (Torr. & A.Gray) Chapm.
- Solidago latissimifolia Mill.
- Solidago leavenworthii Torr. & A.Gray
- Solidago leiocarpa DC. – nawłoć Cutlera
- Solidago × leiophallax Friesner
- Solidago lepida DC.
- Solidago litoralis Savi
- Solidago ludoviciana Small
- Solidago × lutescens (Lindl. ex DC.) B.Boivin
- Solidago × luteus (A.Perry) Brouillet & Semple
- Solidago macrophylla Banks ex Pursh – nawłoć wielkolistna
- Solidago macvaughii G.L.Nesom
- Solidago × maheuxii B.Boivin
- Solidago maya Semple
- Solidago mexicana L.
- Solidago minutissima (Makino) Kitam.
- Solidago missouriensis Nutt.
- Solidago mollis Bartl. – nawłoć miękka
- Solidago muelleri Standl.
- Solidago multiradiata Aiton – nawłoć wielopromienista
- Solidago nana Nutt.
- Solidago nemoralis Aiton – nawłoć gajowa
- Solidago × niederederi Khek
- Solidago nipponica Semple
- Solidago nitida Torr. & A.Gray
- Solidago odora Aiton – nawłoć wonna
- Solidago ohioensis Riddell – nawłoć ohijska
- Solidago ontarioensis (G.S.Ringius) Semple & J.A.Peirson
- Solidago orientalis (G.L.Nesom) G.L.Nesom
- Solidago ouachitensis C.E.S.Taylor & R.John Taylor
- Solidago ovata Friesner
- Solidago pacifica Juz.
- Solidago pallida (Porter) Rydb.
- Solidago paniculata DC.
- Solidago patagonica Phil.
- Solidago patula Muhl. ex Willd. – nawłoć otwarta
- Solidago patuliginosa Friesner
- Solidago petiolaris Aiton
- Solidago pinetorum Small
- Solidago plumosa Small
- Solidago polyglossa DC.
- Solidago pringlei Fernald
- Solidago ptarmicoides (Torr. & A.Gray) B.Boivin
- Solidago puberula Nutt.
- Solidago pulchra Small
- Solidago racemosa Greene
- Solidago radula Nutt.
- Solidago randii (Porter) Britton
- Solidago riddellii Frank – nawłoć Riddella
- Solidago rigida L. – nawłoć sztywna
- Solidago rigidiuscula (Torr. & A.Gray) Porter
- Solidago roanensis Porter
- Solidago rugosa Mill. – nawłoć pomarszczona
- Solidago rupestris Raf.
- Solidago sciaphila E.S.Steele
- Solidago sempervirens L. – nawłoć wieczniezielona
- Solidago shortii Torr. & A.Gray – nawłoć Shorta
- Solidago simplex Kunth
- Solidago × snarskisii Gudž. & Žaln.
- Solidago spathulata DC.
- Solidago speciosa Nutt. – nawłoć okazała
- Solidago spectabilis (D.C.Eaton) A.Gray
- Solidago spellenbergii Semple
- Solidago sphacelata Raf.
- Solidago spithamaea M.A.Curtis ex A.Gray
- Solidago squarrosa Nutt. – nawłoć kostropata
- Solidago stricta Aiton
- Solidago tarda Mack. ex Small
- Solidago tortifolia Elliott
- Solidago turnerorum Semple
- Solidago uliginosa Nutt. – nawłoć błotna
- Solidago ulmicaesia Friesner
- Solidago ulmifolia Muhl. ex Willd. – nawłoć wiązolistna
- Solidago velutina DC.
- Solidago veracruziensis Semple
- Solidago verna M.A.Curtis ex Torr. & A.Gray
- Solidago villosicarpa LeBlond
- Solidago virgata Michx.
- Solidago virgaurea L. – nawłoć pospolita
- Solidago vossii J.S.Pringle & Laureto
- Solidago wrightii A.Gray
- Solidago yambaruensis S.Sakag. & Mot.Ito
- Solidago yokusaiana Makino
- Solidago zedia (R.E.Cook & Semple) Semple & J.B.Beck